# Гортин
Гортин (англ. Gorteen; ирл. Goirtín) — деревня в Ирландии, находится в графстве Слайго (провинция Коннахт).
Местная железнодорожная станция была открыта 31 октября 1874 года и закрыта 4 февраля 1963 года.
В городе захоронены святые мощи Евмения Гортинского — Гортинского епископа в VII веке.

## Демография
Население — 269 человек (по переписи 2006 года). В 2002 году население составляло 250 человек.
Данные переписи 2006 года:
| Общие демографические показатели |               |                               |                               |      |      |
| Всё население                    | Всё население | Изменения населения 2002—2006 | Изменения населения 2002—2006 | 2006 | 2006 |
| 2002                             | 2006          | чел.                          | %                             | муж. | жен. |
| 250                              | 269           | 19                            | 7,6                           | 130  | 139  |